# 26691 Lareegardner
26691 Lareegardner è un asteroide della fascia principale. Scoperto nel 2001, presenta un'orbita caratterizzata da un semiasse maggiore pari a 2,2604397 UA e da un'eccentricità di 0,1566624, inclinata di 5,24788° rispetto all'eclittica.